# خرچنگ شکوفه (تخم شفاف)
خرچنگ شکوفه (به انگلیسی: Atergatis roseus)، خرچنگ تخم شفاف (به انگلیسی: rosy egg crab)، گونه‌ای از خرچنگ دریایی از خانواده خرچنگ‌های گل‌نشین است که محل زیست طبیعی آن از دریای سرخ تا فیجی می‌باشد. مهاجرت این خرچنگ از شرق مدیترانه با عبور از کانال سوئز در لسیپسی به اتمام می‌رسد. گوشت این خرچنگ، مانند بسیاری از گونه‌های دیگر در خانواده سنتیده، سمی است.

## مناطق زندگی
مناطق گسترده‌ای از هند و اقیانوس آرام که از دریای سرخ و شرق آفریقا، از جنوب به دریای خزو ناتال در امتداد سواحل، اقیانوس هند به اقیانوس آرام تا فیجی، یافت می‌شود. در شرق مدیترانه، ابتدا از سال ۱۹۶۱ از فلسطین اشغالی، سپس از لبنان و سواحل جنوبی ترکیه و سوریه دیده شده‌است. در سال ۲۰۰۵ به دریای اژه رسیده و سال ۲۰۰۹ در رودس دیده شده‌است.

## زیست‌شناسی
محل زندگی آنها صخره‌های مرجانی و زیر سنگ‌ها، تا عمق ۳۰ متر است. مناطق کم عمق صخره‌های مرجانی به دلیل مکان‌های زیادی برای پنهان شدن، عمدتاً شبانه، آهسته حرکت می‌کند و بنابراین ترجیح می‌دهد در یک مکان پنهان شود که بتواند هنگام تهدید عقب‌نشینی کند. بخش بزرگی از رژیم غذایی این خرچنگ از مواد گیاهی تشکیل شده‌است، هرچند نمونه‌هایی از تغذیه از ماهی‌ها گزارش شده‌است.

## سمی بودن
گوشت این گونه، مانند بسیاری از خرچنگ‌های دیگر خانواده Xanthidae سمی است. سموم توسط باکتری‌های جنس ویبریو که در همزیستی با خرچنگ زندگی می‌کنند، تولید می‌شوند و سم این خرچنگ تترودوتوکسین است که بسیار شبیه به بادکنک‌ماهیان است و همچنین مسمومیت فلج‌کننده صدف عمل می‌کند.